# Jan Antoni de Potoczki
Jan Antoni de Potoczki, także Jan Potoczki Ritter von Pottock (ur. 27 grudnia 1759 w Basfalov, Siedmiogród, zm. 16 maja 1832 w Przemyślu) – biskup przemyski (1825-1832), rektor Uniwersytetu Lwowskiego (1792-1793), kawaler Orderu Cesarza Leopolda.
Pochodził z rodziny ormiańskiej. W latach 1787–1796 wykładowca Teologii Pastoralnej na Uniwersytecie Lwowskim. Przed nominacją biskupią był proboszczem w Żydaczewie i kanonikiem honorowym we Lwowie. W 1828 zbudował w katedrze przemyskiej murowane przedsionki w miejsce starych, drewnianych.
W 1820 (10 VII) roku otrzymał nobilitację galicyjską wraz z herbem własnym (tarcza czwórdzielna w krzyż. W polu I i IV czerwonym na murawie zielonej baransrebrny z podniesioną przednią nogą zwrócony do środka tarczy, w polu II i III błękitnym chorągiew czerwona z krzyżem złotym na drzewcu w skos. W klejnocie I połubaran srebrny, w II chorągiew błękitna z krzyżem złotym w słup. Labry I czerwone podbite srebrem, II błękitne srebrem.
Trumnę z jego szczątkami odnaleziono w roku 2011 w trakcie odbudowy i adaptacji lochów przemyskiej archikatedry.